# Zane Maloney
Zane Maloney (født 2. oktober 2003 i Bridgetown) er en barbadisk racerkører, der skal køre for ABT Yamaha Lola i Formel E i 2024-25-sæsonen. Han har sidst deltaget i FIA Formel 2 2024 for Rodin Motorsport.
Han debuterede i formelsport i 2019, og derefter vandt Formel 4 Storbritannien med Rodin Motorsport (daværende Carlin Motorsport).
Han debuterede i FIA Formel 2 i 2023 for Rodin Motorsport (daværende Rodin Carlin).
Zane er i øjeblikket reservekører for Formel 1-hold Sauber F1 Team, og var tidligere reservekører for Red Bull Racing.
Han er den første barbadisk racerkører til at vinde et ræs i FIA Formel 2 og FIA Formel 3.